# Peucedanum nudicaule
Peucedanum nudicaule är en flockblommig växtart som först beskrevs av Thomas Nuttall, och fick sitt nu gällande namn av Thomas Nuttall, John Torrey och Asa Gray. Peucedanum nudicaule ingår i släktet siljor, och familjen flockblommiga växter. Inga underarter finns listade i Catalogue of Life.